# Phorticella nullistriata
Phorticella nullistriata är en tvåvingeart som beskrevs av Wynn, Toda och Peng 1990. Phorticella nullistriata ingår i släktet Phorticella och familjen daggflugor. Inga underarter finns listade i Catalogue of Life.